# クロオビキッズ/夏休み決戦!
『クロオビキッズ/夏休み決戦!』（原題：3 Ninjas Knuckle Up）は、1995年製作のサイモン・S・シーンによるアメリカ合衆国／日本のファミリー／アクション／アドベンチャー映画。クロオビキッズシリーズの第3弾。
本作は1992年に製作されたが1995年に公開された。日本ではビデオスルー。

## キャスト
| 役名                               | 俳優                           | 日本語吹替 |
| ---------------------------------- | ------------------------------ | ---------- |
| おじいさん（モリ・タナカ）         | ヴィクター・ウォン             | 大塚周夫   |
| サミュエル・『ロッキー』・ダグラス | マイケル・トレーナー           |            |
| ジェフリー・『コルト』・ダグラス   | マックス・エリオット・スレイド |            |
| マイケル・『タムタム』・ダグラス   | チャド・パワー                 |            |
| ジョー                             | クリスタル・ライトニング       |            |
| J・J                               | パトリック・キルパトリック     |            |
| ジミー                             | ドナル・ローグ                 |            |
| ジャック                           | チャールズ・ネイピア           |            |
| 市長                               | ヴィンセント・スキャヴェリ     |            |
| シェリフ                           | ドン・スターク                 |            |